# Fernando Domínguez Reboiras
Fernando Domínguez Reboiras (in deutschsprachigen Veröffentlichungen auch Fernando Domínguez, * 1943 in Santiago de Compostela) ist ein spanischer katholischer Theologe und Historiker, der seit 1963 über einen längeren Zeitraum hinweg in Deutschland lebte und arbeitete. Seine Arbeitsschwerpunkte liegen in der Edition mittelalterlicher theologischer Quellentexte und in der Theologiegeschichte der frühen Neuzeit.

## Leben und Werk
Fernando Domínguez studierte katholische Theologie, Philosophie und Geschichte der Neuzeit in Santiago de Compostela, Tübingen und Freiburg im Breisgau. Er promovierte im Fach Kirchengeschichte der Neuzeit an der Fakultät für Katholische Theologie der Universität Freiburg i. Br. Von 1974 bis 2008 wirkte er als wissenschaftlicher Mitarbeiter im Arbeitsbereich Quellenkunde der Theologie des Mittelalters (Raimundus-Lullus-Institut) der Universität Freiburg. Er betreute und koordinierte von 1979 bis 2008 die kritische Edition der lateinischsprachigen Werke von Ramon Llull, Raimundi Lulli Opera Latina, in der Reihe Corpus Christianorum Continuatio Mediaevalis. Er verfasste zahlreiche Artikel und Aufsätze zu Ramon Llull und der Spanischen Theologie des Goldenen Zeitalters unter anderem in der 3. Auflage des LThK. Seit 1987 wirkte Fernando Domínguez als Dozent an der Maioricensis Schola Lullistica (Mallorca). Seit 2008 wirkte Fernando Domínguez als Dozent in Masterstudiengängen an der Universidad Nacional de Educación a Distancia (Madrid).
Fernando Domínguez ist redaktionelles Mitglied der Zeitschrift Estudios Lulianos (seit 1990 Studia Lulliana) und mehrerer wissenschaftlicher Gremien. Er ist Mitglied des Redaktionskomitees der Nova Edició de les Obres de Ramon Llull (NEORL), der Werke Ramon Llulls in katalanischer Sprache.